# Piccolo pelino
Piccolo pelino è un album di Andrea Poltronieri di tipo studio, il cui nome è anche quello del suo ottavo brano musicale.
È composto da 24 brani musicali, alcuni parodie di altre canzoni famose (indicate nella terza colonna), altri creati direttamente da Poltronieri, altri ancora solamente strumentali.

## Tracce
| #   | Titolo della canzone                           | Titolo della canzone originale                                                                  | Artista della canzone originale                                              | Durata | Particolarità |
| --- | ---------------------------------------------- | ----------------------------------------------------------------------------------------------- | ---------------------------------------------------------------------------- | ------ | ------------- |
| 1.  | Intro pp [2]                                   | (sigla iniziale) Flat Beat                                                                      | I Simpson Mr. Oizo                                                           | 1:24   | -             |
| 2.  | La Iole                                        | Vento d'estate Amore senza fine L'amore vuole amore Belle speranze Parole parole Solo una volta | Fabi e Gazzè Pino Daniele Michele Zarrillo Fiorella Mannoia Mina Alex Britti | 2:32   | -             |
| 3.  | Non uso più la pillola                         | Non ho più la mia città                                                                         | Gerardina Trovato                                                            | 2:43   | -             |
| 4.  | Gino lavora al Famila [1]                      | Rivers of Babylon                                                                               | Boney M                                                                      | 2:19   | -             |
| 5.  | A ghe da magnar                                | Back for Good                                                                                   | Take That                                                                    | 1:43   | -             |
| 6.  | Senza te o con te                              | Senza te o con te                                                                               | Annalisa Minetti                                                             | 1:43   | -             |
| 7.  | Alone giallo                                   | Acquarello                                                                                      | Toquinho                                                                     | 1:59   | -             |
| 8.  | Piccolo pelino                                 | Brivido felino                                                                                  | Mina e Adriano Celentano                                                     | 1:38   | -             |
| 9.  | Bambini                                        | -                                                                                               | -                                                                            | 0:19   | -             |
| 10. | La bici della Gina                             | Amici come prima                                                                                | Paola & Chiara                                                               | 1:27   | -             |
| 11. | Purple rain                                    | Purple Rain                                                                                     | Prince                                                                       | 4:00   | strumentale   |
| 12. | Una canna piena di... [2]                      | Sampei                                                                                          | Rocking Horse                                                                | 2:00   | live          |
| 13. | Leo Leo                                        | Tira & Molla                                                                                    | Luca Laurenti                                                                | 0:57   | -             |
| 14. | Confusa e felice                               |                                                                                                 |                                                                              |        |               |
| 15. | L'ascensore                                    | L'ascensore                                                                                     | Ambra Angiolini                                                              | 1:16   | -             |
| 16. | Tir [1]                                        | -                                                                                               | -                                                                            | 1:21   | -             |
| 17. | Howgee                                         |                                                                                                 |                                                                              |        |               |
| 18. | Black watergold                                |                                                                                                 |                                                                              |        |               |
| 19. | The power of love                              | The power of love                                                                               | Frankie Goes to Hollywood                                                    | 5:17   | strumentale   |
| 20. | A ghe un ad Cona c'al ti'è'nu a truvar, Paulon | In the air tonight                                                                              | Phil Collins                                                                 | 2:12   | -             |
| 21. | A stend in du c'am par a mi                    | Don't Stand So Close To Me                                                                      | Police                                                                       | 1:17   | -             |
| 22. | Onde                                           | Onde                                                                                            | Alex Baroni                                                                  | 2:40   | -             |
| 23. | Lavapiatti                                     | Lemon Tree                                                                                      | Fool's Garden                                                                | 1:35   | -             |
| 24. | Fanale                                         |                                                                                                 |                                                                              | 1:18   | -             |